# Samba Lucala
Samba Lucala é uma vila e comuna angolana que se localiza na província de Cuanza Norte, pertencente ao município de Samba Caju.